# Whiston, Merseyside
Whiston är en ort och civil parish i Storbritannien.   Den ligger i distriktet Knowsley i Merseyside i riksdelen England, i den centrala delen av landet, 280 km nordväst om huvudstaden London. Whiston ligger 62 meter över havet och antalet invånare är 13 629.
Terrängen runt Whiston är huvudsakligen platt. Whiston ligger uppe på en höjd. Runt Whiston är det mycket tätbefolkat, med 1 266 invånare per kvadratkilometer. Närmaste större samhälle är Liverpool, 12,5 km väster om Whiston. Runt Whiston är det i huvudsak tätbebyggt.